# Философское исследование о происхождении наших идей возвышенного и прекрасного
«Философское исследование о происхождении наших идей возвышенного и прекрасного» (англ. «A Philosophical Enquiry into the Origin of Our Ideas of the Sublime and Beautiful»)  – философский трактат по эстетике, написанный Эдмундом Берком в 1757 году. Основной целью данного труда была попытка разделения понятий возвышенного и прекрасного в различные рациональные категории.

## Содержание

### Введение
Свой трактат Берк начинает с введения, в котором ведет рассуждение о вкусах, в котором делает вывод, что, исходя из того, что внешние органы чувств у всех людей работают одинаково, что причиной неправильного вкуса является недостаток рассудительности у человека, недостаток чувствительности же приводит к отсутствию всякого вкуса.

### Часть первая
В первой части Берк проводит ряд размышлений о таких человеческих аффектах, как любопытство, удовольствие и неудовольствие, восторг, радость и печаль и т.д. Здесь же Берк утверждает, что все аффекты можно разделить поровну на два вида – аффекты самосохранения и общения. К аффектам самосохранения Берк отнес все те аффекты, которые большей частью зависят от неудовольствия и опасности, отмечая, что они же являются источником возвышенного. Аффекты, относящиеся к общению Берк, подразделяет на две группы: общение полов, отвечающее целям продолжения рода, и общение в его широком смысле, как повседневное общение между людьми. В структуре второй группы в соответствие с целью общения Берк выделяет три главных звена: сочувствие, подражание и честолюбие – и далее приводит свои рассуждения относительно каждого из них.

### Часть вторая
Вторую часть трактата Берк большей частью посвящает идеи возвышенного и начинает он ее с рассмотрения такого аффекта, как страх. В данной части Берк рассматривает все те явления, которые могут порождать возвышенное. Он рассматривает воздействие на сознание и воображение эффекта неизвестности, ясности и неопределенности, а также то, как сила в ее широком смысле способна порождать возвышенное. Также Берк вносит утверждение, что все те негативные состояния, в которых отсутствует позитивное начало (среди которых он называет пустоту, темноту, одиночество и молчание), вызывают страх, следовательно, они по определению являются источником возвышенного. Далее Берк рассматривает такие возможные источники возвышенного, как огромность, бесконечность, трудность, великолепие, свет, цвет, звук и громкость, внезапность, прерывистость, запах, вкус и осязание. Огромность, бесконечность, трудность и великолепие описываются Берком как практически безусловные источники возвышенного. Свет может стать источником возвышенного лишь при определенных обстоятельствах, хотя Берк также отмечет, что тьма порождает больше возвышенных состояний, чем свет. Относительно цветов Берк утверждает, что мягкие и яркие краски не способны создать ощущение возвышенного, и для его этого следует использовать более темные и мрачные цвета, избегая при этом разноцветности. Запахи и вкус, по утверждению философа, вносят наименьший вклад в идею величия. В отношении осязания Берк лишь подчеркивает, что физическая боль, напряжение и страдание являются несомненными базовыми источниками всего возвышенного. Кроме того, Берк сделал несколько замечаний в отношении архитектуры, отмечая, что для реализации идеи возвышенного в здании следует обеспечить как можно большие его размеры, при этом избегая большой его длины и изобилия углов; также, по Берку, архитекторы должны добиваться темноты внутри здания, сделав при входе в здание переход из света мрак как можно более резким.

### Часть третья
Третью часть трактата Берк посвятил анализу «Прекрасного». Здесь он размышляет на тему красоты, первым делом отмечая, что пропорциональность не отражает ее, поскольку красота – это явление, воспринимаемое чувством, а не разумом, в то время как пропорциональность отображает собой идею упорядоченности пропорций - а это то, чем оперирует разум. В качестве доводов автор приводит множество примеров из природы, доказывающих, по его мнению, то, что прекрасное всегда воспринимается как внезапный аффект, озаряющий чувства человека, вне зависимости от пропорциональности или пользы предмета. Также красотой, по мнению Берка, не может являться и совершенство, поскольку оно несет в себе идею слабости и несовершенства, которые обманывают наши чувства – совершенными мы считаем хрупкие вещи, поскольку: «Красота, находящаяся в беде,— наиболее сильно воздействующая красота, намного превосходящая всякую иную…».
Берк выводит свои качества красоты, подчиненных чувственным переживаниям: «во-первых, сравнительно небольшой размер: во-вторых, гладкость; в-третьих, разнообразие в направленности частей; но, в-четвертых, эти части не должны находиться под углом друг к другу, а как бы незаметно переходить одна в другую; в-пятых, нежное сложение, внешность не должна производить впечатление сколько-нибудь значительной силы; в-шестых, краски должны быть чистыми и яркими, но не очень сильными и ослепительными; в-седьмых, если уж имеется какой- либо чрезмерно яркий цвет, то он должен быть как бы разбавлен другими красками».
Все перечисленные качества в том или ином виде сочетаются в самых разных явлениях, которые, согласно Берку, люди находят прекрасными. Красивый звук будет восприниматься мягким и плавным. Красота грации заключена в плавности движений. Для осязания приятны мягкие и гладкие поверхности и т.д.
Завершается третья часть сравнением прекрасного с возвышенным. В нем автор оговорит о противостоянии прекрасного и возвышенного, отмечая, что, несмотря на то, что оба эти качества в природе соединяются друг с другом в одном явлении – их природа совсем противоположна. Здесь же автор лишний раз приводит описания качеств, характерных для прекрасного и возвышенного, которые можно уместить в таблице:
| Прекрасное                                                                        | Возвышенное                                                                                                   |
| --------------------------------------------------------------------------------- | --- |
| Предметы прекрасные сравнительно невелики                                         | Предметы возвышенные огромны по своим размерам                                                                |
| Прекрасное должно быть гладким и полированным                                     | Величественное — шероховатым и небрежно отделанным                                                            |
| Прекрасное должно избегать прямой линии, но при этом отклоняться от нее незаметно | Величественное во многих случаях любит прямую линию, а когда отклоняется от нее, то, как правило, очень резко |
| Прекрасное не должно быть темным                                                  | Величественному подобает быть темным и мрачным                                                                |
| Прекрасное должно быть легким и изящным                                           | Возвышенному подобает быть солидным и даже массивным                                                          |

### Часть четвертая
Свою четвертую часть трактата Берк начинает с того, что предупреждает читателя о том, что он сам в своей попытке рассмотрения причин возвышенного и прекрасного не надеется дойти до конечной их причины, но лишь определить, какие свойства тела и чувства вызывают определенные аффекты в духе, и, в свою очередь, как свойства духа воздействуют на тело. Далее Берк пытается выяснить причину боли и страха, утверждая, что оба они имеют одинаковую природу, различаясь лишь тем, «что  вещи, причиняющие боль, действуют на дух через посредство тела, тогда как вещи, вызывающие страх, обычно воздействуют на органы тела через посредство духа, сообщающего об опасности». Берк считает, что все, что способно порождать такое же возбуждение нервов, какое действует при страхе, должно являться источником возвышенного, даже если с ним не связана никакая идея опасности. Философ также утверждает, что именно подобным образом боль может являться причиной восторга. Далее философ приводит свои размышления по поводу того, каким образом огромность и бесконечность способны стать источником возвышенного, а также пытается ответить на ряд других вопросов. Большое внимание Берк уделил вопросу о том, почему темнота вызывает страх. После этого Берк переходит от темы возвышенного к теме прекрасного, пытаясь найти причину того, почему любовь, гладкость, сладость и изменение вызывают ощущение прекрасного. Далее подобным образом философ рассматривает причины возвышенного и прекрасного в маленьких объектах и цвете.

### Часть пятая
Пятая часть трактата Берка посвящена рассмотрению слова, как способа, при помощи которого в человеке откликаются чувства, относящиеся к категориям прекрасного или возвышенного. Прежде всего, автор отмечает, что принцип воздействия слова заключен в том, что оно влияет на человеческий дух, возбуждая в нем идеи явлений, которые обозначают слова. А далее Берк делит слова на три категории:
1. Совокупные слова, представляющие множество простых идей, самой природой соединенных для образования некоего одного определенного сочетания, например «человек», «лошадь», «дерево», «замок» и т.д.;
2. Простые абстрактные слова, обозначающие одну простую идею таких сочетаний, и ничего больше, например «красный», «синий», «круглый», «квадратный» и т. п.;
3. Составные абстрактные слова, образованные произвольным соединением первых двух и различными отношениями между ними, большей или меньшей степени сложности, например «добродетель», «честь», «убеждение», «правитель» и т. п.
Философ приводит эти категории с целью продемонстрировать особенности связи слов и духа. Берк, замечает, что связь эта не настолько прямолинейна с понятием простого раскрытия обозначаемого знаком явления, поскольку визуализировать категории составных абстрактных слов практически невозможно, а простых - крайне сложно. И чтобы ответить на вопрос о том, почему при невозможности четко представить явление, обозначаемое словом, человек испытывает чувства, Берк приводит категории разной силы воздействия слов:
1. Звучание;
2. Образ, который обозначает звук;
3. Аффект души, вызываемый одной из категорий или их комбинацией.
Для составных абстрактных слов, по Берку, характерно сочетание силы воздействий первой и второй категории. Совокупные и Простые абстрактные слова способны взаимодействовать со всеми видами воздействия.
Далее Берк приводит примеры из текстов, доказывая, что в речи нет смысла пытаться членить слова в соответствии с их типом и силой воздействия, поскольку в совокупности все эти элементы рождают идеи, которые по-настоящему важны.
В заключении Берк приводит причины, по которым рождаемые словами идеи способны оказывать сильное впечатление:
1. Человек способен не только описать явление, но также и свое отношение к нему;
2. Слова способны выражать идеи вещей, которые редки в реальности и которые человек даже не видел (Прим.: идеи рая, войны, событий прошлого, экзотических животных и т.д.);
3. Слова могут составлять особые комбинации, означающие идеи, выходящие за рамки человеческого понимания (Прим.: «ангел Господень»).

## Критика
«Философское исследование о происхождении наших идей возвышенного и прекрасного» было положительно принято публикой того времени и претерпело множество изданий. Среди первых рецензентов значились Артур Мерфи и Оливер Голдсмит, и, хоть оба и не соглашались со многими его выводами, трактат Берка обоими был воспринят положительно.
Иммануил Кант критиковал Берка за непонимание причин ментальных процессов, происходящих при ощущении возвышенного и прекрасного. Согласно Канту, все, чего удалось достичь Берку, так это собрать данные, которые могут позднее объяснены каким-либо мыслителем будущего.
«Проведение психологических наблюдений, что Берк и сделал в своем трактате о возвышенном и прекрасном и что подразумевает собрание материала для дальнейшего отыскания систематических связей между эмпирическими законами в будущем, является, наверное, единственным истинным долгом эмпирической психологии, которая едва ли может даже мечтать о причислении себя к философским наукам».